# 파이팅 EX 레이어
《파이팅 EX 레이어》(Fighting EX Layer, ファイティングEXレイヤー)는 일본의 게임 개발사 아리카가 제작한 대전 격투 게임이다. 아리카가 전에 개발했던 《파이팅 레이어》와 《스트리트 파이터 EX》의 명맥을 잇는 후속작이다. 《스트리트 파이터 II》를 디자인한 니시타니 아키라가 프로듀서를 담당했다.
《스트리트 파이터 EX》에서 나온 인물들 중 캡콤의 《스트리트 파이터》 시리즈 출신인 사람들을 제외하고 나머지 아리카가 제작했던 고유 캐릭터들이 다시 등장하는 것이 특징이다. 게임플레이 면에서도 슈퍼 캔슬이나 저글링 등 아리카가 제작한 전 대전 격투 게임 시스템 상당수를 가져왔다.
2018년 6월 28일 플레이스테이션 4로 처음 출시됐으며, 같은해 11월 29일에 마이크로소프트 윈도우판이 전세계로 발매된 동시에 타이토 타입 X3 기판을 사용한 아케이드판이 일본에서 기동됐다. 2019년 4월 1일에는 iOS와 안드로이드로 모바일판 《파이팅 EX 레이어 -α》(Fighting EX Layer -α)가 출시됐다.

## 개발 및 발매
《파이팅 EX 레이어》는 이전에 《스트리트 파이터 EX》 시리즈을 개발한 일본의 비디오 게임 개발사 아리카가 제작했으며, 1998년 아케이드로만 발매됐던 아리카의 게임 《파이팅 레이어》의 후속작이다. 본작 이전에 아리카는 2000년에 발매된 《스트리트 파이터 EX3》 이후로 캡콤에게 닌텐도 3DS용 데모판을 보내면서 새로운 《스트리트 파이터 EX》 게임 제작을 제안했으나 거절당했다고 한다.
아리카의 제작진은 이후에 《파이팅 EX 레이어》가 될 프로토타입 게임을 언리얼 엔진 4를 사용해 제작했다. 2017년 만우절에 해당 데모를 공개하고 좋은 반응을 얻자, 상업용 게임으로 제작하기로 결정하고 EVO 2017에서 공식적으로 발표했다고 한다.
《파이팅 EX 레이어》의 공식 발매 제목은 2017년 11월에 결정됐으며 2018년 6월 27일 플레이스테이션 4로 최초로 출시됐다.

## 반응
게임스팟의 헤이디 켐스는 10점 만점에 8점을 부여하면서 본작의 독특한 격투 게임 시스템을 칭찬했지만 결점이 많은 온라인 대전 넷코드를 단점으로 꼽았다.